# Logisim

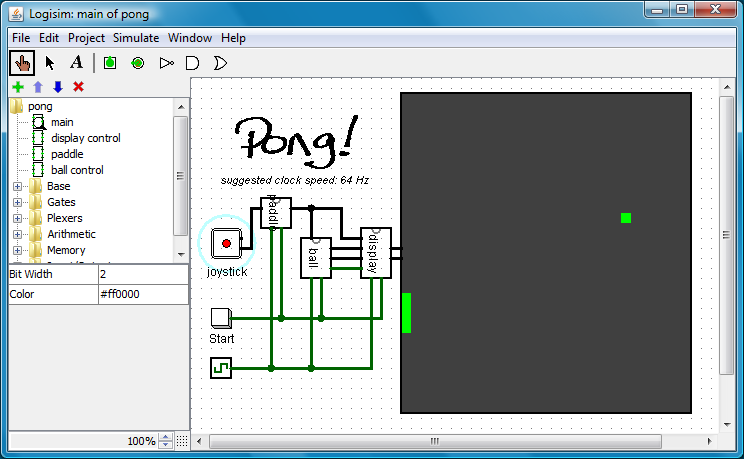

Logisim — програмне забезпечення, що дозволяє розробляти і моделювати цифрові електронні схеми, використовуючи графічний інтерфейс користувача. Поширюється під ліцензією GNU GPL; програмне забезпечення адаптоване до ОС Microsoft Windows, Mac OS X і Linux. Код повністю написаний на Java з використанням бібліотеки Swing для графічного інтерфейсу користувача. Основний розробник, Carl Burch, працює над Logisim з його появи в 2001 році. 
11 жовтня 2014 року, автор проекту повідомив про офіційне припинення розробки. Останнім релізом стала версія 2.7.1 від 21 березня 2011 року. На заміну прийшли різні форк-проекти, наприклад Logisim-evolution.
Програма найчастіше використовується учнями в курсі вивчення інформатики для розробки і експериментів з цифровими схемами при моделюванні. Схеми розробляються в Logisim за допомогою графічного інтерфейсу, близького до традиційного для програм для малювання. На відміну від більшості інших програм такого призначення, порівнянних з Logisim за складністю, Logisim дозволяє користувачам редагувати схеми в процесі моделювання. Відносна простота інтерфейсу робить програму зручною для оглядових курсів.
В програмі є можливості проєктування відносно складних схем завдяки наявності інструментів: «підсхеми» і «пучки проводів».